# 坂東龍汰
坂東 龍汰（ばんどう りょうた、1997年5月24日 - ）は、日本の俳優。アメリカ合衆国・ニューヨーク州ニューヨーク市生まれ、北海道伊達市出身。鈍牛倶楽部所属。

## 来歴
ニューヨーク生まれで、3歳まで同地で暮らした後は北海道伊達市で育つ。北海道のシュタイナー教育の学校に18歳まで通い、学校のカリキュラムに演劇があった。卒業公演で主演を務めた後、東京から来た演出家に本格的な指導を受けたことにより、俳優を志すようになる。また、高校時代は社交ダンスにも取り組んでいたほか、ニュージーランドへの留学経験もある。
卒業後は趣味の絵や写真を仕事にできないかと思い、同じシュタイナー教育を受けていた村上虹郎に相談したところ、現在の事務所を勧められ、履歴書と一緒に自作の絵や写真、クレイアニメーションの映像を添えて送ったところ、所属が決まった。2017年8月に俳優デビューし、オーディションを経て2018年8月放送のドラマ『花へんろ 特別編 「春子の人形」〜脚本家・早坂暁がうつくしむ人〜』で初主演。2022年1月『フタリノセカイ』で映画初主演し、第32回日本映画批評家大賞で新人男優賞を受賞。
2025年1月17日公開映画『君の忘れ方』で、映画単独初主演を務めた。

## 受賞歴
2023年
- 第32回日本映画批評家大賞 新人男優賞（南俊子賞）（『フタリノセカイ』）

2025年
- 第122回ザテレビジョンドラマアカデミー賞 助演男優賞（『ライオンの隠れ家』）

## 出演

### テレビドラマ
- セトウツミ 第1話（2017年10月14日、テレビ東京）[12]
- 卒業バカメンタリー 第10話（2018年3月26日 、日本テレビ）[13]
- 花へんろ 特別編 「春子の人形」〜脚本家・早坂暁がうつくしむ人〜（2018年8月4日、NHK BSプレミアム） - 主演・富田良介 役[5][6]
- 連続ドラマW（WOWOW） 
  - コールドケース 〜真実の扉〜 シーズン2 第8話（2018年12月8日） - 杉田武史 役
  - 両刃の斧（2022年11月13日 - 12月18日） - 山田太士 役[14]
  - ソロモンの偽証（2021年10月3日 - 11月21日） - 大出俊次 役[15][16]
- ストロベリーナイト・サーガ 第1話（2019年4月11日、フジテレビ） - 北見昇 役
- パーフェクトワールド（2019年4月16日 - 6月25日、関西テレビ・フジテレビ） - 鮎川樹（高校時代）役
- 緊急取調室 3rd SEASON 第9話・第10話（2019年6月13日・20日、テレビ朝日） - 藤井卓生 役
- ドラマ甲子園 『受験ゾンビ』（2019年10月20日、フジテレビTWO） - 深瀬玄 役[17]
- ひとりキャンプで食って寝る 第4話・第12話（2019年11月9日・12月28日、テレビ東京） - 久丸 役[18]
- シロでもクロでもない世界で、パンダは笑う。 （2020年1月12日 - 3月15日、読売テレビ・日本テレビ） - 伊藤健人 役[19]
- ゴールド!（2020年3月27日、NHK総合） - 西井遼平 役[20]
- スパイの妻（2020年6月6日、NHK BS8K / 2021年4月12日、NHK BSプレミアム） - 竹下文雄 役[21][22]
- スポットライト 第2話（2020年7月14日、TOKYO MX）- 灯吾 役[23]
- 時をかけるバンド（2020年11月20日 - 12月22日、フジテレビ） - 少年 役[注釈 2]
- 夢中さ、きみに。（2021年1月8日 - 2月5日、MBS 他5局） - 目高優一 役[24]
- 今ここにある危機とぼくの好感度について（2021年4月24日 - 5月29日、NHK総合） - 望月耕介 役[25]
- にぶんのいち夫婦（2021年6月3日 - 7月29日、テレビ東京） - 樋口亮 役[26]
- 真犯人フラグ（2021年10月10日 - 2022年3月13日、日本テレビ） - 望月鼓太朗 役[27]
- この初恋はフィクションです（2021年10月12日 - 12月17日、TBS） - 野島啓介 役[28]
- 未来への10カウント（2022年4月14日 - 6月9日、テレビ朝日） - 玉乃井竜也 役[29]
- ユニコーンに乗って（2022年7月5日 - 9月6日、TBS） - 森本海斗 / ミン・ソヌ 役[30][31][32]
- リバーサルオーケストラ（2023年1月11日 - 3月15日、日本テレビ） - 庄司蒼 役[33][34]
- 杉咲花の撮休 第5話「従姉妹」・最終話「五年前の話」（2023年3月10日・17日、WOWOW） - 桧山大樹 役[35]
- 王様に捧ぐ薬指（2023年4月18日 - 6月20日、TBS） - 神山絢斗 役[36]
- ああ、ラブホテル 〜秘密〜 第1話「狐と狸」（2023年5月19日、WOWOW） - 沢田篤 役[37]
- きのう何食べた? season2（2023年10月7日 - 12月23日、テレビ東京） - 田淵剛 役[38]
- 友情〜平尾誠二と山中伸弥「最後の一年」〜（2023年11月11日、テレビ朝日） - 平尾昴大 役[39]
- RoOT / ルート（2024年4月3日 - 6月5日、テレビ東京） - 主演・佐藤 役[注釈 3][40][41]
- 366日（2024年4月8日 - 6月17日、フジテレビ） - 小川智也 役[42]
- ライオンの隠れ家（2024年10月11日 - 12月20日、TBS） - 小森美路人 役[43]
- 花のれん（2025年3月8日、テレビ朝日） - 河島久男 役[44]
- まぐだら屋のマリア（2025年3月29日、NHK BSプレミアム4K） -  浅川悠太 / 丸狐貴洋 役[45]
- シナントロープ（2025年10月6日〈予定〉 - 、テレビ東京） - 木場幹太 役[46][47]

### 配信ドラマ
- 時をかけるバンド（2020年8月19日 - 10月21日、FOD・YOUKU） - 少年 役[48]
- THE LIMIT 第1話（2021年3月5日、Hulu） - 今野優馬  役[49]
- ドライフラワー-七月の部屋-（2021年8月13日 - 8月20日、Hulu） - 主演・薫 役[注釈 4][50]

### 映画
- EVEN〜君に贈る歌〜（2018年6月2日、監督：園田俊郎） - 快 役[51]
- 十二人の死にたい子どもたち（2019年1月25日、監督：堤幸彦） - セイゴ 役[52]
- 閉鎖病棟 -それぞれの朝-（2019年11月1日、監督：平山秀幸） - 昭八 役
- 犬鳴村（2020年2月7日、監督：清水崇） - 森田悠真 役[53]
- 静かな雨（2020年2月7日、監督：中川龍太郎） - 木村 役
- ＃ハンド全力（2020年7月31日、監督：松居大悟） - 蔵久 役[54]
- 弱虫ペダル（2020年8月14日、監督：三木康一郎） - 鳴子章吉 役[55]
- スパイの妻〈劇場版〉（2020年10月16日、監督：黒沢清） - 竹下文雄 役[56]
- ハニーレモンソーダ（2021年7月9日、監督：神徳幸治） - 瀬戸悟 役[57]
- 犬部!（2021年7月22日、監督：篠原哲雄） - 田原優作 役[58]
- フタリノセカイ（2022年1月14日、監督：飯塚花笑） - 主演・小堀真也 役[注釈 1][7]
- 冬薔薇（ふゆそうび）（2022年6月3日、監督：阪本順治） - 中本貴史 役 [59]
- 峠 最後のサムライ（2022年6月17日、監督：小泉堯史） - 小山正太郎 役[60]
- 春に散る（2023年8月25日、監督：瀬々敬久） - 大塚俊 役[61][62]
- バカ塗りの娘（2023年9月1日、監督：鶴岡慧子） - 青木ユウ 役[63]
- 首（2023年11月23日、監督：北野武） - 織田信雄 役[64]
- 一月の声に歓びを刻め（2024年2月9日、監督：三島有紀子） - トト・モレッティ 役[65]
- 若武者（2024年5月25日、監督：二ノ宮隆太郎） - 主演・渉 役[注釈 5][66]
- シサㇺ（2024年9月13日、監督：中尾浩之） - シカヌサシ 役[67][68]
- 君の忘れ方（2025年1月17日、監督：作道雄） - 主演・森下昴 役[69][70]
- 雪の花 -ともに在りて-（2025年1月24日、監督：小泉堯史） - 日野桂州 役[71][72]
- ルノワール（2025年6月20日、監督：早川千絵） - 濱野薫 役[73]
- 爆弾（2025年10月31日公開予定、監督：永井聡） - 矢吹 役[74]

### 劇場アニメ
- ふれる。（2024年10月4日、監督：長井龍雪） - 主演・祖父江諒 役[注釈 6][75]

### 吹き替え
- ヒックとドラゴン（2025年9月5日公開予定、監督：ディーン・デュボア） - 主演・ヒック 役[76]

### 音楽番組
- MUSIC BUSTER〜EVENドキュメント（2018年3月7日 - 28日、TOKYO MX）[77]

### 情報番組
- めざましテレビ（2024年5月6日・13日・20日・27日、フジテレビ） - マンスリーエンタメプレゼンター[78]

### CM
- ABCマート 「NIKE AIR MAX KISS MY AIRS」（2017年9月28日）[79]
- 日産自動車 「デイズルークス SUPER MOM」篇（2017年10月21日）- 作業員 役[80]
- 象印マホービン 「 南部鉄器極め羽釜 ハムエッグ丼」篇（2017年10月21日）- 尾野真千子の弟 役[81]
- ＃コンパス 戦闘摂理解析システム「#コンパス神」篇 （2017年12月1日）[82]
- 代々木ゼミナール 「揺れる受験生（高卒生）」篇
- キリンレモン × 04 Limited Sazabys 「She」篇
- キリンレモン × LiSA 「夏、あいつら。」篇
- WealthNavi 「資産運用の新たなる夜明け」篇
  - 「資産運用に挑む男たち」篇
- 都道府県民共済「母は強し」篇
- ソニー「先録」[83]
- 日本マクドナルド「ひるマック」[84]
- マンダム「ギャツビー」[85]
- SoftBank
  - 「Samsung Galaxy S25シリーズ」（2025年1月31日）[86]
  - 「Samsung Galaxy Zシリーズ」（2025年7月17日）[87]
- TDCソフト（2025年2月17日）[88]
- キリンビール「SPRING VALLEY BEER GARDEN」（2025年3月4日）[89]

### Webムービー
- 竹内まりや40周年アルバムショートムービー Turntable（2019年8月21日 - 9月3日、YouTube）[90]

### ミュージック・ビデオ
- kobore『夜を抜け出して』
- KANA-BOON『彷徨う日々とファンファーレ』
- 4&1/2『Protection Code』[91]
- Awesome City Club『最後の口づけの続きの口づけを』
- Broken my toybox『Hello Halo -ReLight-』

### 舞台
- 岩松了プロデュースvol.3『三人姉妹はホントにモスクワに行きたがっているのか?』（2018年1月26日 - 2月4日、下北沢駅前劇場）[92]
- う蝕（2024年2月10日 - 3月3日、シアタートラム / 3月9日・10日、兵庫県立芸術文化センター 阪急中ホール / 3月16日、Niterra日本特殊陶業市民会館 ビレッジホール） - 主演[93][94]・ 木頭役[95]
- ケムリ研究室 no.4『ベイジルタウンの女神』（2025年5月6日 - 18日、世田谷パブリックシアター / 5月22日 - 25日、兵庫県立芸術文化センター 阪急中ホール / 5月29日・30日、久留米シティプラザ ザ・グランドホール / 6月6日 - 8日、穂の国とよはし芸術劇場PLAT 主ホール / 6月14日・15日、りゅーとぴあ 新潟市民芸術文化会館） - ヤング 役[96]

### イベント
- マイナビ presents TOKYO GIRLS COLLECTION by girlswalker 2019 AUTUMN/WINTER（2019年9月7日、さいたまスーパーアリーナ）
- マイナビ presents TOKYO GIRLS COLLECTION by girlswalker 2022 AUTUMN/WINTER（2022年9月3日、さいたまスーパーアリーナ）[97]

### ラジオ
- Actors -life & music-（2025年1月、JFN系列20局） - 1月度DJ[98][99]

## 書籍

### 写真集
- 坂東龍汰 1st写真集『日常日和』（2024年12月4日、ワニブックス）[100]ISBN 978-4-8470-85475

### 雑誌連載
- SODA『坂東龍汰の“小”煩悩（#ばんのう）』（2022年1月号 - 、ぴあ）[101][102]